# Панкрац фон Виндиш-Грец
Панкрац фон Виндиш-Грец (на немски: Pankraz Graf von Windisch-Graetz; * 1525; † 20 октомври 1591) е от 1551 г. имперски фрайхер и от 1557 г. граф на Виндиш-Грец (днес Словен градец, Словения) в Австрия.

## Живот
Той е втория син на Кристоф I фон Виндиш-Грец († 1549) и съпругата му Анна фон Лихтенщайн-Мурау († 1557), дъщеря на Кристоф I фон Лихтенщайн-Мурау-Зелтенхайм († 1504) и Радегунда фон Арберг († ок. 1526). Внук е на Колман фон Виндиш-Грец II († ок. 1502) и Валбурга фон Гутенщайн. Потомък е на Херман II фон Виндиш-Грец († 1329), градски съдия в Грац (fl. 1299), и Маргарета († сл. 1299).
На 7 юли 1551 г. крал (по-късният император) Фердинанд I издига с ранг на имперски фрайхер (барон) Панкрац и брат му Еразмус II († 1573), заедно с техните братовчеди Себастиан фон Виндиш-Грец (1517 – 1579) и Якоб II фон Виндиш-Грец (1524 – 1577), синовете на Зигфрид фон Виндиш-Грец († 1541).
Панкрац фон Виндиш-Грец е издигнат през 1557 г. граф на Виндиш-Грец. На 18 май 1822 г. родът е издигнат на князе.

## Фамилия
Първи брак: през 1559 г. с фрайин Маргарета Унгнад фон Зонег († 18 март 1570), дъщеря на Йохан Унгнад фон Зонег. Те имат децата:
- Еренрайх фон Виндиш-Грец († 1602), женен 1597 г. за графиня Катарина Урсини де Благай
- Катарина († сл. 7 юли 1582), омъжена I. на 28 август 1569 г. за фрайхер Георг Зигмунд фон Херберщайн (1518 – 1578), II. за Кристоф фон Щадел
- Ева, омъжена на 28 февруари 1577 г. за фрайхер Зигмунд фон Шриценбаум
- Мария († ок. 15 октомври 1599), омъжена на 8 февруари 1587 г. за фрайхер Николаус фон Гингер
- Елизабет (* 9 юли 1569; † сл. 29 април 1656)

Втори брак: на 1 юли 1571 г. с Регина фон Шерфенберг († 17 юли 1571), но тя умира след ок. две седмици.
Трети брак: на 30 ноември 1572 г. с графиня Хиполита фон Шлик (* 1535; † 14 октомври 1598), дъщеря на граф Каспар III Шлик фон Басано-Вайскирхен († 1575) и Елишка з Вартемберка († 1572). Те имат 7 деца:
- Фридрих фон Виндиш-Грец (* ок. 1574; † 10 май 1649), граф, женен 1626 г. за графиня Елизабет фон Ауершперг (* 1585; † 17 февруари 1649), дъщеря на фрайхер Волфганг Зигмунд фон Ауершперг (1543/1545 – 1598) и Фелицитас фон Виндиш-Грец (1560 – 1615), внучка на Зигфрид фон Виндиш-Грец (1485 – 1541), дъщеря на фрайхер Якоб II фон Виндиш-Грец (1524 – 1577) и Анна Мария фон Велц († 1564)
- Кристоф III фон Виндиш-Грец († 4 февруари 1628), женен на 1 февруари 1613 г. в Клагенфурт за фрайин Мария Салома фон Кевенхюлер (* 14 юли 1590, Клагенфурт; † 7 юли 1650, Регенсбург)
- Каспар
- Лукреция († 19 септември 1616)
- Йохана († 25 април 1658)
- Анна
- Юдит